# جک سی. استولز
جک سی. استولز (انگلیسی: Jack C. Stultz؛ زادهٔ ۱۱ ژوئن ۱۹۵۲) فرد نظامی اهل ایالات متحده آمریکا است. وی همچنین برندهٔ جوایزی همچون نشان ستاره برنزی شده‌است.